# Рассвет апокалипсиса
«Рассвет апокалипсиса» (англ. Daybreak) — американский телесериал от Netflix, премьера которого состоялась 24 октября 2019 года.
17 декабря 2019 года стало известно, что Netflix закрыл сериал после одного сезона.

## Сюжет
17-летний школьник Джош вместе с командой разнообразных отщепенцев, включая бывшего хулигана Уэсли, ставшего самураем-пацифистом, и 10-летнюю пироманьячку Анджелику, пытается выжить на улицах постапокалиптического Глендейла, штат Калифорния. Сражаясь с безумными бандами и зомбиподобными мутантами, Джош рассчитывает найти свою пропавшую девушку.

## В ролях

### Основной состав
- Колин Форд - Джош Уилер: канадский школьник, ищущий свою подругу Сэм Дин в постапокалиптическом ландшафте. До апокалипсиса переехал из Торонто в Глендейл Хай
- Аливия Алин Линд - Анжелика Грин: 10-летняя девочка-гений с легкой пироманией,у которой был нянькой Уилер до апокалипсиса.
- Софи Симнетт - Самайра «Сэм» Дин: британская школьница, популярная до Апокалипсиса, она становится центром поиска Джоша после падения бомб и является его девушкой.
- Остин Крут - Уэсли Фистс: веселый самозваный ронин, пацифист, желающий искупить свои прошлые ошибки. До апокалипсиса он был довольно плохо относился к Уилеру и был частью группы спортсменов.
- Коди Кирсли - Турбо Бро спортсмен, бывший квотербек. После апокалипсиса собрал всех спортсменов в один клан, став их лидером.
- Джанте Годлок - Мона Лиза: правая рука Турбо.
- Григори Касьян - Эли Кардашян: корыстный школьник, занявший торговый центр Глендейл.
- Криста Родригес - мисс Крамбл / Ведьма: учительница биологии Глендейл Хай.
- Мэтью Бродерик - Майкл Берр / Барон Триумф: директор Глендейл Хай.

## Список эпизодов

### Сезон 1 (2019)
| № общий | № в сезоне | Название                                             | Режиссёр           | Автор сценария                | Дата премьеры   |
| ------- | ---------- | ---------------------------------------------------- | ------------------ | ----------------------------- | --------------- |
| 1       | 1          | «Josh vs. the Apocalypse: Part 1»                    | Брэд Пейтон        | Арон Эли Колейт & Брэд Пейтон | 24 октября 2019 |
| 2       | 2          | «Schmuck Bait!»                                      | Брэд Пейтон        | Арон Эли Колейт & Брэд Пейтон | 24 октября 2019 |
| 3       | 3          | «The Slime Queenpin of Glendale, CA»                 | Майкл Патрик Джэнн | Калайя Мишель Столворт        | 24 октября 2019 |
| 4       | 4          | «MMMMMMM-HMMMMMM»                                    | Майкл Патрик Джэнн | Энди Блэк                     | 24 октября 2019 |
| 5       | 5          | «Homecoming Redux or My So Called Stunt Double Life» | Шервин Шилати      | Айра Мэдисон III              | 24 октября 2019 |